# 海軍陸戰隊偵察狙擊步槍
海軍陸戰隊偵察狙擊步槍（Marine Scout Sniper Rifle 或稱 MSSR）是一把半自動狙擊步槍，發射5.56×45毫米子彈，由菲律賓海軍陸戰隊以M16A1改進而成。

## 概要
菲軍在反暴亂行動及内部保安後，為了節省彈藥開支，決定開發5.56毫米口徑的狙擊步槍（菲軍大部份狙擊步槍使用7.62毫米口徑）。5.56毫米子彈可彌補7.62毫米子彈在短距離狙擊上的過大後座力問題，亦較適合在菲律賓叢林作為主要步槍裝備。

## 設計及歷史
MSSR在1996年由菲律賓海軍陸戰隊Jonathan C. Martir「PN (M) (GSC)，N-6)」上校以M16A1裝上15-35×瞄準鏡開發而成，續漸發展出第三代版本。
現時的MSSR為第三代版本，裝有博士能3-9倍40度可變倍密位點瞄準鏡，經由三個鏡圈裝在機匣頂部的M16A1提把上。第一代MSSR保留提把及前準星，第三代MSSR必需依靠Delta HBAR托板裝在機匣上及必需削除提把，削除前準星及裝上DPMS導氣孔。菲律賓海軍陸戰隊改用26寸DPMS Ultra比賽級槍管，纏距8寸，後期改為8.5寸。菲律賓海軍特種行動部隊（NAVSOG）采用特制20寸槍管。某些MSSR改用M16A2握把。
MSSR亦裝有兩腳架以減低後座力及提高精確度，而將來可採用比賽級5.56毫米彈藥以提高精確度。

## 改進型

### 夜間作戰武器系統
2004年後期開發的夜間作戰武器系統（Night Fighting Weapon System -NFWS）用於菲律賓海軍陸戰隊的黒夜叢林祕密作戰行動。夜視鏡及標準瞄準鏡可經由導軌安裝在機匣頂部。

## 訓練及部署
使用MSSR小口徑狙擊步槍需要在菲律賓海軍陸戰隊偵察狙擊手學校（Philippine Marine Scout Sniper School）接受特別訓練。此訓練要求射手在800米命中目標。MSSR仍然是菲律賓海軍陸戰隊偵察狙擊手的主要武器，其他的狙擊武器包括雷明登700P中射程日夜兩用狙擊步槍及巴雷特M95大口徑反器材步槍。偵察小隊通常以M16突擊步槍加上M203榴彈發射器作為觀察手的武器，MSSR在21世紀將繼續服裝備菲律賓海軍陸戰隊。
當海軍陸戰隊獲得更多資金後，MSSR最終成為精確射手武器（Designated Marksmen weapons）。

## 資料來源
1. ↑  菲律賓海軍陸戰隊在能采購更廉價的子彈前，堅決地限制子彈使用數量，在對抗莫洛伊斯蘭解放陣線及阿布沙耶夫分離主義組織時，5.56毫米子彈在菲律賓叢林顯得很有效。
2. 1 2  .   [2007-02-20]. （原始内容存档于2007-02-19）.
3. 1 2 3 4 5  菲律賓海軍摘要，海軍陸戰隊偵察狙擊手課程，2月3日，2007年。 的存檔，存档日期2008-01-11.
4. ↑   Opus224's 非官方頁面，菲律賓海軍陸戰隊，2月3日，2007年。 的存檔，存档日期2009-04-02.

## 外部連結
- （英文）狙擊手中心MSSR頁面
- （英文）菲律賓海軍摘要，海軍陸戰隊偵察狙擊手課程
- （英文）菲律賓海軍陸戰隊非官方頁面